# Elena D'Ambros
Elena D'Ambros (née le 17 novembre 1992 à Trévise) est une joueuse italienne de volley-ball. Elle mesure 1,62 m et joue au poste de libero.

## Clubs
| Club              | Pays   | De        | À         |
| ----------------- | ------ | --------- | --------- |
| San Donà          | Italie | 2008-2009 | 2009-2010 |
| Juvenilia Padova  | Italie | 2010-2011 | 2010-2011 |
| Volley San Vito   | Italie | 2011-2012 | 2011-2012 |
| VBC Casalmaggiore | Italie | 2012-2013 | 2012-2013 |
| Volley San Vito   | Italie | 2013-2014 | …         |